# Sadayavarman Sundara Pandia I
Sadayavarman Sundara Pandyan I  (em tâmil:  முதலாம் சடையவர்மன் சுந்தரபாண்டியன்) foi um rei e imperador do Império Pandia entre 1250 e 1268.